# 拉韦讷方丹
拉韦讷方丹（法語：Ravennefontaines，法語發音：[ʁavɛnfɔ̃tɛn]）是法国上马恩省的一个旧市镇，属于朗格勒区。1972年，拉韦讷方丹与8个临近市镇合并为市镇瓦勒德默兹。

## 地名
“方丹”（fontaines）意为“泉”。法语地名通名在“枫丹白露”（Fontainebleau）等少数拥有传统译名的地名中译作“枫丹”，不过在《世界地名翻译大辞典》、《世界地名译名词典》和《法国地图册》等主流地名译名类书籍资料中多译作“方丹”。

## 地理
拉韦讷方丹（48°2'8"N, 5°36'19"E）面积，位于法国大東部大區上马恩省，该省份为法国东北部内陆省份，北起马恩省和默兹省，西接奥布省，西南接科多尔省，东南接上索恩省，东临孚日省。
拉韦讷方丹的时区为UTC+01:00、UTC+02:00（夏令时）。

## 行政
拉韦讷方丹的邮政编码为52140，INSEE市镇编码为52417。

## 人口
拉韦讷方丹于2018年1月1日时的人口数量为68人。